# Glorious: The Singles 1997-2007
Glorious: The Singles 1997-2007 è il primo album di raccolta della cantante australiana Natalie Imbruglia, pubblicato il 10 settembre 2007 per celebrare i dieci anni di presenza nel mondo della musica.

## Descrizione
Il disco contiene tutti i singoli estratti dai precedenti tre album di Natalie Imbruglia, il nuovo singolo Glorious e altri quattro nuovi brani. L'edizione limitata presenta anche un DVD con tutti i videoclip della cantante.

## Tracce
1. Glorious – 3:25 (Natalie Imbruglia, Crispin Hunt)
2. Counting Down the Days – 4:09 (Natalie Imbruglia, Matt Prime)
3. Torn – 4:04 (Scott Cutler, Anne Preven, Phil Thornalley)
4. Wrong Impression – 4:17 (Natalie Imbruglia, Gary Clark)
5. Smoke – 4:37 (Natalie Imbruglia, Matt Bronleewee)
6. Shiver – 3:44 (Natalie Imbruglia, Francis White, Shep Solomon)
7. Wishing I Was There – 3:52 (Natalie Imbruglia, Colin Campsie, Phil Thornalley)
8. That Day – 4:44 (Natalie Imbruglia, Patrick Leonard)
9. Big Mistake – 4:32 (Natalie Imbruglia, Mark Goldenberg)
10. Beauty on the Fire – 4:21 (Natalie Imbruglia, Gary Clark, Mat Wilder)
11. Be With You – 3:42 (Natalie Imbruglia, Gary Clark, Daniel Johns)
12. Amelia – 4:23 (Natalie Imbruglia, Ben Hillier, David McCracken)
13. Against the Wall – 3:45 (Natalie Imbruglia, Gary Clark, Daniel Johns)
14. Stuck on the Moon – 3:36 (Natalie Imbruglia, Gary Clark, Daniel Johns)

### Tracce bonus nel DVD
1. Torn
2. Big Mistake
3. Wishing I Was There (US Version)
4. Wishing I Was There (UK Version)
5. Smoke
6. That Day
7. Wrong Impression
8. Beauty on the Fire
9. Shiver
10. Counting Down the Days
11. Glorious

## Classifiche
| Paese             | Posizione più alta |
| ----------------- | ------------------ |
| Australia         | 40                 |
| Belgio (Fiandre)  | 75                 |
| Belgio (Vallonia) | 37                 |
| Italia            | 19                 |
| Regno Unito       | 5                  |
| Spagna            | 88                 |
| Svizzera          | 28                 |